# Не для меня придёт весна
«Не для меня придёт весна» — русский романс на стихотворение «Не для меня» за подписью офицера морской пехоты А. Молчанова (полное имя неизвестно), написанное им в 1838 году. Стихотворение положено на музыку композитором Николаем Петровичем Девитте.

## Создание романса
Стихотворение впервые было опубликовано в журнале «Библиотека для чтения» № 33 за 1838—1839 годы с подписью «На корабле „Силистрия“, А. Молчанов, 1838.»
А. Молчанов служил офицером десанта на корабле черноморского флота «Силистрия» и участвовал в одной из двух черноморских кампаний 1838 года. Флагманский 84-пушечный корабль «Силистрия», на котором служил Молчанов, участвовал в создании Кавказской укреплённой береговой линии. Капитаном корабля «Силистирия» в период с 1834 по 1837 год был Павел Степанович Нахимов; в 1838 году, относящемуся ко времени написания стихотворения, капитаном был не он, а А. Б. Иванов. В 1838 году с «Силистрии» было высажено на берег два военных десанта, основавших Вельяминовское укрепление в устье реки Туапсе (12 мая 1838 года с эскадрой вице-адмирала Михаила Петровича Лазарева) и Тенгинское укрепление в устье реки Шапсухо (10 июля 1838 г., с эскадрой контр-адмирала С. П. Хрущева). Празднование предстоящей Пасхи, упоминаемой автором в стихотворении, таким образом может приходиться на весну 1838 года.

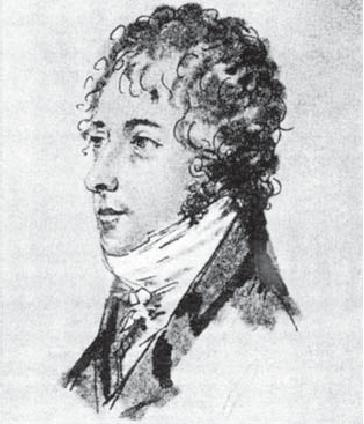
Николай Девитте

Других биографических данных об офицере А. Молчанове пока не известно. Ряд исследователей сходятся во мнении, что автором как музыки, так и стихотворения является Николай Девитте. Н. П. Девитте был близким другом Осипа Ивановича Сенковского, с 1834 года — редактора журнала «Библиотека для чтения», и, как и сам Сенковский, был весьма склонен к литературным мистификациям: публиковал свои стихи под псевдонимами, или даже, из благотворительных побуждений, дарил их авторство другим, нуждающимся в средствах авторам. Предполагается, что впервые романс был исполнен в 1838—1839 годы, в Санкт-Петербурге, в доме Сенковского, жена которого, баронесса фон Раль, держала музыкальный салон. В настоящее время из всех написанных Девитте романсов известен именно этот и его многочисленные версии, порой произвольно изменяющие стихотворный текст, но сохраняющие музыку автора.
Единственное известное поэтическое произведение А. Молчанова было опубликовано в популярнейшем литературном журнале своего времени в следующем виде:
Адаптированный оригинальный текст романса "Не для меня"  1838 года:
Не для меня придёт весна,

Не для меня Буг разойдётся,

И сердце радостно забьётся

В восторге чувств не для меня!

Не для меня, красой цветя,

Алина встретит в поле лето;

Не слышать мне её привета,

Она вздохнёт — не для меня!

Не для меня реки струя

Брега родные омывает,

Плеск кротких волн других прельщает;

Она течёт — не для меня!

Не для меня луна, блестя,

Родную рощу осребряет;

И соловей, что май встречает,

Там будет петь — не для меня!

Не для меня, в саду растя,

Распустит роза цвет прелестный;

Погибнет труд мой безызвестный:

Цветок сорвут – не для меня!

Не для меня дни бытия

Текут алмазными струями,

И дева с чёрными очами

Живёт, увы! не для меня!

Не для меня весной родня

В кругу домашнем соберётся,

Христос воскрес! — из уст польётся

В день Пасхи там — не для меня!

Не для меня придёт весна!

Я поплыву к брегам абхазским,

Сражусь с народом закавказским…

Там пуля ждёт давно меня!
Стихотворение написано в модной для своего времени форме, с повторяющимися с первой строки словами «Не для меня…». В стихотворениях разных авторов конца 1820-х — 1830-х годов встречаются подобные строки: «Не для меня весна цветет! / Мне осень ранняя настала», «Не для меня весною / В полях цветы цветут…», «Не для меня она цветет / Не для меня она сияет».
В тексте стихотворения упоминается река Буг, широко разливающаяся и впадающая в Чёрное море. Берега Буга Молчанов называет родными, что говорит о том, что он был уроженцем или жителем этих мест.
Ивану Алексеевичу Бунину, обладавшему поэтическим слухом, именно упоминание реки Буг казалось определяющим в этом стихотворении, потому что Буг, в отличие от Волги, Днепра, Дона, Невы, не имел своего устоявшегося образа в поэзии:
«Знаете эту мещанскую песенку? „Не для меня придёт весна, не для меня Буг разольётся, и сердце радостью забьётся не для меня, не для меня!“ Почему Буг, а не Дон, не Днепр — неизвестно, я ещё мальчиком этому удивлялся, слыша эту песенку в Ельце».

## Вторая жизнь романса
Романс исполнялся в 1840-х годах, затем был почти забыт.
Вторая волна популярности романса пришлась на начало XX века. Романс Девитте-Молчанова входил в репертуар Фёдора Шаляпина с самого начала его карьеры, исполнявшего его как уже «забытый солдатский романс». Ф. И. Шаляпин указывает в своих воспоминаниях, что этот романс был любимым романсом Максима Горького.
В 1900—1910-х годах романс вошёл в репертуар известной певицы Анастасии Вяльцевой. Для этого исполнения музыка Девитте была обработана пианистом Я. Ф. Пригожим, аккомпаниатором цыганского хора московского ресторана «Яр», руководившего в 1870—1880-х годах различными русскими и цыганскими хорами, для которых создал целый ряд обработок популярных городских песен и романсов. Вяльцева исполняла романс во время публичных концертов во время русско-японской войны. Для этой аранжировки Я. Ф. Пригожий произвольно изменил слова Молчанова, убрав из романса лирическое содержание, оставив гражданственное, и сменив название реки «Буг» на слово «песнь»:
Не для меня придёт весна,

Не для меня песнь разольётся,

И сердце радостно забьётся

В восторге чувств не для меня.

Не для меня река, шумя,

Брега родные омывает,

Плеск кротких волн душу ласкает:

Она течёт не для меня.

Не для меня в стране родной

Семья вкруг Пасхи соберётся,

«Христос воскрес» — из уст польётся,

День Пасхи, нет, не для меня.

Не для меня луна, блеща,

Родную рощу осребряет,

И соловей её встречает:

Он будет петь не для меня.

Но для меня придёт весна,

Я поплыву к брегам абхазским,

Сражусь с народом закавказским,

Там пуля ждёт давно меня.

## Поздние варианты
Оставшись в предреволюционной эстетике, романс приобрёл во время Гражданской войны новый "протестный", ностальгический тон. Существует две его версии, созданные в это время, отличающиеся друг от друга и от подлинника. Среди белых эмигрантов романс исполнялся и в такой «антибольшевистской версии» :
Не для меня реки текут,

Текут привольными ручьями.

Там дева с чёрными очами

Но дева та не для меня.

Уж скоро зацветёт наш сад,

Слетятся щебетуньи-птахи.

Сорвёшь цветок — Ай, он не пахнет,

Такую жизнь тащи назад…

Не для меня придёт весна:

Родные в храме соберутся.

«Христос воскресе» пропоют,

Но Пасха та не для меня.

Но для меня придёт борьба.

Умчусь я в степи Приамурья.

Сражусь там с бандой большевистской,

Победа ждёт (вар. там пуля ждёт) давно меня.
После революции, в 1920-х годах появилась новая версия романса Н. Девитте :
Не для меня весна придёт

Не для меня Дон разольётся.

И сердце жалобно забьётся

С восторгом чувств — не для меня (повтор).

Не для меня луна зайдёт

в лесу тропинки освещая

там соловей весну встречает

он будет петь не для меня.

Не для меня ручьи бегут

Бегут алмазными струями,

Ах дева с чёрными бровями,

Она растёт не для меня.

Не для меня церковный звон,

Кругом родня вся соберётся

Вино по рюмочкам польётся —

день Пасхи тот не для меня.

Не для меня сады цветут,

Распустит роза цвет душистый

Сорвёшь цветок, а он завянет.

Такая жизнь не для меня.

А для меня народный суд

Осудят сроком на три года,

Возьмёт конвой меня жестоко

и поведёт меня в тюрьму.

А из тюрьмы сошлют в Сибирь,

сошлют на дальнюю сторонку.

Сольют с народом арестантским,

побег и пуля ждёт меня.

А для меня кусок свинца

Он в тело белое вопьётся,

И кровь горячая польётся.

Такая жизнь для меня.

И так пройдут мои года

в разлуке с милой семьёю

Семью я больше не увижу,

Родных не встречу никогда.
Композитор Оскар Строк в 1930-е годы использовал цитату из романса в одной из аранжировок своего танго «Когда весна придёт опять».
С 1930-х годов романс вновь  оказался забыт. 
Романс вновь вернулся в 1970-е годы. В 1978 году вышел фильм «Пять вечеров» режиссёра Никиты Михалкова, по одноимённой пьесе Александра Моисеевича Володина. В фильме этот романс напевает Александр Ильин (в исполнении Станислава Любшина). Со времени выхода на экран этого фильма романс Девитте-Молчанова постепенно возвращает утраченную популярность.

## Появление романса в «новой» России
Первое появление в современном прочтении «старинного казачьего романса» «Не для меня» в «новой» России состоялось в 1998 году. Песня прозвучала со сцены Краснодарского Творческого объединения «Премьера» в исполнении Евгения Красножён и Александра Соломкина солистов-вокалистов фольклорного ансамбля «Родник» под управлением Народной артистки России Раисы Ильиничны Гончаровой. Песня «Не для меня» впервые была представлена зрителю с использованием электронных музыкальных инструментов в стилизованной аранжировке Рамазана Адамовича Калакутка и Евгения Геннадьевича Красножён.
Со слов артистов фольклорного ансамбля «Родник», мелодию песни, текст и название «Старинный казачий романс» «Не для меня» предоставил правнук казака-эмигранта белой гвардии, ушедшего в «Первой волне» 1921 года в Соединённые Штаты Америки. Текст песни и мелодия отличаются от оригинальной версии созданной в 1838 году.
Не для меня придёт весна,

Не для меня Дон разольётся.

И сердце девичье забьётся,

С избытком чувств — не для меня.

И сердце девичье забьётся,

С избытком чувств — не для меня.

Не для меня цветут сады,

В долинах рощи расцветают.

Там соловей весну встречает,

Но он поёт не для меня.

Там соловей весну встречает,

Но он поёт не для меня.

Не для меня журчат ручьи,

Гремят алмазными струями.

Там дева с чёрными бровями,

Она растёт не для меня.

Там дева с чёрными бровями,

Она растёт не для меня.

Не для меня придёт пасха,

Родные в круг все соберутся.

Христо воскрес произнесется,

Не для меня, не для меня.

Вино по рюмочкам польётся,

Не для меня, не для меня.

А для меня кусок свинца,

Он в сердце смелое ворвётся.

И слёзы горькие прольются,

Вот это, брат, что ждёт меня.

И слёзы горькие прольются,

Вот это, брат, что ждёт меня.

Не для меня...

## Романс в XXI веке
В начале XXI века романс Девитте-Молчанова входит в репертуар многих исполнителей разных жанров, в том числе в репертуар казачьих хоров.
В  этих случаях дворянский романс (написанный аристократом голландского происхождения и русским морским офицером) ошибочно называется «казачьей народной песней».
В 2006 году романс вошёл в альбом «Любимые песни: Подарок для друзей», записанный хором московского Сретенского монастыря (в обработке А. Амерханова).
В 2016 году нижегородской группой «Июльские Дни» записана постпанк-версия для альбома «Колокол».
В 2017 году Александр Козлов вышел с этой песней в финал второго выпуска музыкального шоу «Победитель» на Первом канале.
Романс исполняется во многих фильмах:
- 2005: «Атаман» (сериал)
- 2011: «Дело было на Кубани» (сериал)
- 2011: «Снайпер 2. Тунгус» (сериал)
- 2011: «Дом», реж. О. Погодин.
- 2014: «Горько! 2», песню исполняет казачий хор.
- 2015: «Лондонград» (сериал), предпоследняя серия.
- 2016: «Гастролёры» (сериал), в исполнении Максима Аверина и Алексея Воробьёва.

Н. С. Михалков ещё раз вернулся к этому романсу в 2014 году в фильме «Солнечный удар», где сам исполнил его с Государственным академическим Кубанским казачьим хором под руководством Виктора Захарченко.